# Dalian Suoyuwan Football Stadium
Das Dalian Suoyuwan Football Stadium (chinesisch 大连梭鱼湾足球场; pinyin: Dàlián Suōyúwān Zúqiúchǎng), auch bekannt als Dalian Barracuda Bay Football Stadium, ist ein Fußballstadion in der chinesischen Hafenstadt Dalian, Provinz Liaoning. Es bietet 63.677 Plätze.

## Geschichte
Das Stadion war Teil einer 2019 gestarteten Initiative zum Bau von fußballspezifischen Stadien in der Volksrepublik China in Antizipation auf die geplante Austragung der Fußball-Asienmeisterschaft 2023. Der feierliche Baubeginn fand am 11. Oktober 2020 statt. Die Baukosten betrugen 1,88 Milliarden CNY. Das ausführende Bauunternehmen war China State Construction Engineering. Aufgrund der COVID-19-Pandemie konnten jedoch keine Spiele der Asienmeisterschaft hier ausgetragen werden und das Turnier musste nach Katar verlegt werden. Im April 2023 fanden in dem Stadion erstmals Jugendfußballspiele statt. Die eigentliche Einweihung fand im Juni 2023 statt, als die chinesische Fußballnationalmannschaft zwei Freundschaftsspiele im Stadion austrug, am 16. Juni gegen Myanmar (4:0) und vier Tage später gegen Palästina (2:0).
In der Saison 2023 war die Anlage die Heimat von Dalian Professional in der chinesischen Super League. Seit der Saison 2024 wird es von Dalian Yingbo genutzt.